# 학생회 임원들
《학생회 임원들》(일본어: 生徒会役員共 세이토카이 야쿠인도모[*])은 일본의 만화가 우지이에 토젠이 만든 일본의 4컷 만화이다. 《매거진 SPECIAL》(코단샤)에서 2007년 6월호부터 2008년 7월호까지 연재 후, 《주간 소년 매거진》(코단샤)에서 2008년 34호부터 2021년 51호까지 연재되었다. 작가의 이전작인 여동생은 사춘기 등의 작품에서 보였던 에로풍의 개그는 다소 줄었으나 기본 스타일은 유지되고 있는 모습을 보이고 있다. Gohands에 의한 13화 분량의 애니메이션화는 TV 가나자와를 통해 2010년 6월 4일부터 9월 26일까지 방영되었다. 애니메이션 2기는 "학생회 임원들*"이란 제목으로 TOKYO-MX에서 2014년 1월 4일부터 3월 29일까지 방영되었으며, 1월 8일부터 애니플러스에서도 방영한다.

## 줄거리
츠다 타카토시는 출산률 감소로 인해 여학교였던 오우사이 학원이 남녀공학으로 바뀐 이후에 해당 학교에 진학을 한다. 학교에 나온 첫 날, 강제로 학생회에 들게 되고 학생 부회장 및 남학생 대표로 학생회에 머물게 된다. 학생회 회장인 아마쿠사 시노, 서기 시치죠 아리아가 날리는 에로풍의 개그와 부회장 츠다 타카토시와 회계 담당 하기무라 스즈가 날리는 태클로 전개되는 이야기이다.

## 등장인물

### 오우사이 학원 학생회
츠다 타카토시(일본어: 津田 タカトシ 쓰다 다카토시[*])
성우: 아사누마 신타로 어린시절: 코바야시 유우
주인공, 1학년, 학생회 부회장. 여고였던 오우사이 학원이 남녀공학으로 변경되면서 들어온 첫 남자 입학생 중 하나. 남성의 의견도 존중해야 한다는 시노의 의견으로 강제로 학생회 부회장에 임명되었다. 보통 음담패설을 일삼는 아마쿠사 시노와 시치조 아리아에게 츳코미를 건다. 츠다는 음담패설을 이해하지 못할 때마다 이상한 기분이 들게 된다.
아마쿠사 시노(일본어: 天草 シノ Amakusa Shino[*])
성우: 히카사 요코
2학년, 학생회 회장, 팔방미인이지만 어쩐지 머리속은 사춘기이다. 공부도 잘하고 학생들 간에 인기도 많다. 하지만 항상 머릿속에서는 이상한 것을 생각한다. 시노는 타카토시에게 관심을 가지게 된 원래 이유 중 하나는 체육 수업에서의 능력과 건강한 타카토시의 모습을 관찰할 수 있기 때문이다. 그녀는 곤충과 벌레를 무서워한다. 또한 가슴 크기가 작은 것에 대해 남을 의식한다. 시노는 타카토시와 같이 우산을 쓰면서 걸어갈 때나 츠다의 귀지를 파내 줄 때에는 서로 연인처럼 보이기도 한다. 하지만 타카토시가 로멘틱한 것으로 해석될 수 있는 무언가를 말할 때마다 당황스러워한다. 단짝친구 아마노 미사키에 의하면 전에 다니던 학교에서도 학생회장이었다고 한다.
시치조 아리아 (일본어: 七条 アリア Shichijō Aria[*])
성우: 사토 사토미
2학년, 학생회 서기, 부잣집 따님인듯하다. 시노와 마찬가지로 머릿속이 사춘기이다. 시노와는 좋은 친구이다. 부잣집의 딸이고 겉보기에는 가장 성숙해 보인다. 하지만 역시 시노와 같이 이상한 마음을 가지고 있다. 모든 단어를 꼬아버리는 듯 하고 그 단어를 성적인 것으로 바꾸어 생각한다. 불합리하게 부유하고 너무 제멋대로 하기 때문에 그녀는 사회적으로 멍청이이다. 그녀의 가슴은 시노의 가슴보다 크기 때문에 후반부에서 자기의식을 하게 된다.
하기무라 스즈 (일본어: {萩村 スズ Hagimura Suzu[*])
성우: 야하기 사유리
1학년, 학생회 회계, 아이큐 180에 5개 국어와 10자리 암산이 가능하지만 신장 140cm의 어린이 체형으로 놀림받는다. 작은 체형에 컴플렉스를 갖고 있으며 이는 스즈를 초등학생으로 보이게 한다. 많은 농담들은 스즈의 애같은 모습이나 작은 체형에 대한 것이다. 그 예를 하나 들자면 애니메이션 1기 7화에서 학생회 부원들이 함께 목욕하는 장면에서 "네 모습을 보여주는 것은 사회적으로 용납되지 않아" 같은 농담이라던지, 7화에서 츠다에게 스즈가 음료수를 사 줄때 스즈의 모습이 보이지 않아서 츠다만 점원이 멀뚱멀뚱 바라보고 있는 장면이다. 그러한 것이 언급되면 버럭 성질을 내버린다. 다른 등장인물들이 대화를 나눌 때 스즈는 머리 꼭대기만 보이거나 아예 보이지 않으며 머리의 위치를 나타내는 자막이 화면에 뜨게 된다.
그리고 어느화에선 타카토시가 자신을 업고가자 계속 내려달라고 어린애처럼 떼를 쓰기도 한다.
요코시마 나루코(横島 ナルコ)
성우: 코바야시 유우
오우사이 학원의 교사이자 학생회 고문, 사춘기 망상을 좋아하며 연하남이 취향이다. 엄청난 변태여서 시노나 아리아보다 섹드립에 대한 정도가 더 심하다. 그리고 적극적으로 학교의 남학생을 포함한 소년을 찾아낸다. 애니메이션에서 영어를 가르치는 교사로 묘사되는데, 당연하게도 학생에게 나누어 주는 수업 안내문에는 거의 대부분 도착적인 내용이 포함되어 있다. 학생회에서는 그녀를 쓸모 없고 책임감없는 교사로 보고 있다.

### 오우사이 학원 학생들
하타 란코(畑 ランコ)
성우: 아라이 사토미
2학년, 신문부 부장, 시노와 아리아의 사춘기 망상 이야기에 당당하게 끼어 들 정도로 엄청난 내공의 소유자. 흥미로운 사진을 찍으려고 언제나 카메라를 들고 다니면서 허락 없이 사진을 찍는다. 인터뷰를 할 때에는 대상자의 답변을 이상하거나 변태적인 것으로 꼬아서 이해하는데 주로 목표물은 츠다 군이 된다.
미츠바 무츠미(三葉 ムツミ)
성우: 오미가와 치아키
1학년, 유도부 부장. 츠다와 같은 반 학생으로 격투기를 좋아한다. 유일하게 츠다를 '타카토시'라고 부른다. 유도부에 헌신적이지만 순진하다. 시리즈 말미에 츠다에게 홀딱 반하게 된다. 상당한 잠재력을 가지고 있긴 하지만 근의 꿈은 단지 신부가 되는 것이라고 말한다. 예를 들자면 그녀는 그녀의 이름인 무츠미와 타카토시의 성인 츠다를 섞는다. 순수한 소녀다운 천성 때문에 가끔 시노와 아리아의 에로풍 농담을 이해하지 못한다.
이가라시 카에데
성우: 카토 에미리
2학년, 선도부 부장. 극도의 남성공포증 때문에 되도록 남자와의 접촉을 피하려 노력한다. 오우사이 학원이 공학으로 될 지 몰랐기 때문에 이 학교로 진학하였다. 또한 올바른 것에 대해 강한 감각을 가지고 있다.
토도로키 네네(일본어: 轟 ネネ)
성우: 시이나 헤키루
1학년, 로봇연구부 소속. 스즈의 친구이다. 종종 학교에서 있는 시간동안 진동기(바이브레이터)를 착용하기 때문에 다른 소녀들만큼 변태이다.
츠다 코토미(津田 コトミ)
성우 - 시모다 아사미
츠다 타카토시의 여동생. 결국 오우사이 학원에 입학하게 된다. 사려깊고 남을 잘 돌보아주나, 성적인 것에 호기심이 많고 열정적이다. 이 모습은 작가의 이전 작품 "여동생은 사춘기"에서도 드러난다. 한 에피소드에서, 코토미와 시노 둘 다 타카토시 군이 앓아누워 있을 때 성인용 만화책을 가져다준다. 오빠인 타카토시와 가까운 사이이나 몇몇 장면은 근친상간을 연상시키기도 하여 타카토시를 곤란하게 하는 경우가 있다. 그렇지만 친구들과 잘 지내고 도와줄 것은 없는지 묻는다. 가끔 중2병대사를 한다.
데지마 사야카(出島 サヤカ)
성우 — 무쓰미 타무라
아리아의 개인 집사이다. 아리아에게 매우 보호적인 태도를 보인다. 또한, 아리아의 정조대 열쇠를 들고 다닌다. 아리아의 빨지 않은 속옷 뿐만 아니라 아리아가 입거나 만진 것에 패티쉬가 있다.

### 에이료 고등학교 학생들
우오미(魚見)
성우 - 사이토 치와
에이료 고등학교의 학생회장이자, 츠다 타카토시의 사촌누나(친척간의 결혼식 후에 친척이 됨 2기 9화)이다. 타카토시에게 굉장히 호의적이며, 사랑을 품고 있는듯 하다. 또 2기 9화에서 츠다 타카토시에게 '누나(おねちゃん)이라고 부르는 것을 요구하고, 타카토시를 '타카군'이라는 애칭을 넘은 애인이라도 되는거냐?라고 묻게 할 정도의 애칭으로 부르지만, 그 여동생 츠다 코토미에게는 '코토미쨩'이라는 단순히 애칭정도로 부르게 하면서, 츠다 타카토시에 대한 애정을 적극적으로 나타내는 캐릭터이며, 학생회임원들에 처음 나오는 러브라인의 시작점이 되는 캐릭터이다.

## 매체

### 만화
| 번호 | 일본어 출간일    | 일본어 ISBN            |
| ---- | ---------------- | ---------------------- |
| 1    | 2008년 8월 12일  | ISBN 978-4-06-384030-8 |
| 2    | 2008년 5월 15일  | ISBN 978-4-06-384142-8 |
| 3    | 2010년 1월 15일  | ISBN 978-4-06-384240-1 |
| 4    | 2010년 8월 17일  | ISBN 978-4-06-384347-7 |
| 5    | 2011년 4월 15일  | ISBN 978-4-06-384479-5 |
| 6    | 2011년 11월 17일 | ISBN 978-4-06-384585-3 |
| 7    | 2012년 7월 17일  | ISBN 978-4-06-384710-9 |
| 8    | 2013년 2월 15일  | ISBN 978-4-06-384817-5 |
| 9    | 2013년 10월 17일 | ISBN 978-4-06-358443-1 |

### 애니메이션
13화 애니메이션 시리즈는 Gohand가 만들었고 카나자와 히로미츠가 감독했다. 애니메이션은 2010년 9월 26일에 TV 카나자와에서 방영되었다. 애니메이션은 나중에 치바TV, TV 사이타마, SunTV,KBS,TokyoMX, TV아이치와 AT-X에서 방영되었다. 두 가지 주제곡이 애니메이션에서 방영되었다. 오프닝 테마는 트리플 부킹의 "Yamato Nadeshiko Education" (일본어: {大和撫子エデュケイション)안데, 작가의 이전 작품인 Idol no Akahon에서온 것인데, 성우는 히카사 요코, 사토 사토미와 야하기 사유리다. 각각 시노, 아리아, 스즈 성우를 맡았다. 엔딩곡은 Angela의 "Aoi Haru" (일본어: {蒼い春)이다. 여섯개의 블루레이/DVD가 2010년 8월 4일과 10월 27일에 발매되었다. 어떤 장면에서는 TV에서 방영될 때 검열되어 있지만, DB/DVD판에서는 주된 검열을 켤 것인지 끌 것인지 선택할 수 있다. OVA 에피소드들은 만화의 한정판에 동봉된 채로 2011년 4월 15일에 발매되었다. OVA는 만화 한정판 뿐만 아니라 단독 출시도 되었다. 역시Gohand에 의해 만들어졌으며 TV 에피소드가 계속되는 것처럼 번호가 붙여졌다. 애니메이션 2기는 2014년 1월 4일에 시작하여 3월 29일에 13화 분량으로 종영되었다.